# Crucifix de Duttlenheim
Le crucifix de Duttlenheim est un monument historique situé à Duttlenheim, dans le département français du Bas-Rhin.

## Localisation
Ce bâtiment est situé carrefour RN 420 et RD 147 à Duttlenheim.

## Historique
L'édifice fait l'objet d'une inscription au titre des monuments historiques depuis 1937.